# Norwegische Meisterschaften im Biathlon 1976
Die norwegischen Meisterschaften im Biathlon 1976 fanden vom 12. bis 14. März 1976 in Melhus statt. Ausgetragen wurden ein Einzel- und ein Sprintrennen, im Staffelwettkampf liefen die Starter wieder jeweils 7,5 Kilometer.

## Männer

### Einzel (20 km)
| Platz | Starter          | Verein                 | Zeit      | Fehler |
| ----- | ---------------- | ---------------------- | --------- | ------ |
| 1     | Sigleif Johansen | Kongsberg              | 1:09:48 h | 2      |
| 2     | Terje Hanssen    | Trondheim politi       | 1:14:10 h | 5      |
| 3     | Esten Gjelten    | Tolga IL               | 1:14:13 h | 2      |
| 4     | Roar Nilsen      | HV-01                  | 1:16:16 h | 5      |
| 5     | Harald Sotberg   | HV-05                  | 1:16:50 h | 6      |
| 6     | Kjell Hovda      | Norges Idrettshøyskole | 1:16:51 h | 8      |

Start: 12. März 1976

### Sprint (10 km)
| Platz | Starter          | Verein           | Zeit      | Fehler |
| ----- | ---------------- | ---------------- | --------- | ------ |
| 1     | Sigleif Johansen | Kongsberg        | 33:24 min | 2      |
| 2     | Svein Engen      | Ringerike        | 33:48 min | 2      |
| 3     | Bjørn Sirijord   | Hattfjelldal     | 34:09 min | 0      |
| 4     | Terje Hanssen    | Trondheim politi | 34:11 min | 2      |
| 5     | Tor Svendsberget | Åmot             | 34:17 min | 2      |
| 6     | Roar Nilsen      | Trondhjem        | 34:26 min | 1      |

Start: 13. März 1976

### Staffel (4 × 7,5 km)
| Platz | Starter                                                         | Region    | Zeit      |
| ----- | --------------------------------------------------------------- | --------- | --------- |
| 1     | Kjell Flesaker Odd Lunde Kjell Hovda Sigleif Johansen           | Numedal   | 1:54:50 h |
| 2     | Ivar Olsen Hans Petter Gulbrandsen Odd Pedersen Svein Engen     | Ringerike | 1:58:08 h |
| 3     | Sigvart Bjøntegård Knut Løvåsen Tor Svendsberget Hallvar Muller | Østerdal  | 1:59:17 h |

Start: 14. März 1976